# Montezuma (Ohio)
Montezuma é uma vila localizada no estado norte-americano de Ohio, no Condado de Mercer.

## Demografia
Segundo o censo norte-americano de 2000, a sua população era de 191 habitantes.
Em 2006, foi estimada uma população de 189, um decréscimo de 2 (-1.0%).

## Geografia
De acordo com o United States Census Bureau tem uma área de
0,3 km², dos quais 0,3 km² cobertos por terra e 0,0 km² cobertos por água. Montezuma localiza-se a aproximadamente 289 m acima do nível do mar.

## Localidades na vizinhança
O diagrama seguinte representa as localidades num raio de 16 km ao redor de Montezuma.